# Маслихат (Казахское ханство)
Маслихат — высший законодательный орган казахов в период ханства, аналогичное курултаю. Представлял собой съезд султанов и представителей общин. Собирался раз в год, для перераспределения кочевых маршрутов и разграничения пастбищ, объявления войны, заключения мира, избрания ханов и принятия законов. Ханы избирались на основе принципа меритократии. Участвовать в маслихате имели право только полноправные мужчины с оружием.
Хан выбирался маслихатом из сословия төре (ақ суйек), однако его власть ограничивалась маслихатом, а он сам мог быть смещен с поста и изгнан из страны. В начале XVII века вопросы дипломатических отношений, войн и заключения мира с другими государствами обязательно должно было проходить через одобрение маслихата. На маслихате собирались представители трех жузов, а сами собрания проходили в Улытау, Туркестане или под Ташкентом.
Одно из значений казахского слова «мәслихат» (от арабского مصلحة) — совет, собрание для совместного решения определённой проблемы.
Арабское слово маслаха или маслахат (مصلحة, букв. «общественный интерес») — юридическая концепция, рассматривающая воплощение интересов общества в качестве базовой и основной цели исламской юриспруденции.